# Карл Ґреен
Карл Ґреен (швед. Carl Green, 1 січня 1894 — 1 вересня 1962) — шведський вершник.
Бронзовий призер Олімпійських Ігор 1920 року в командному вольтижуванні.